# A 70-a ediție a Premiilor Globul de Aur
A 70-a ediție a Premiilor Globul de Aur a avut loc la 13 ianuarie 2013 la Hotelul Beverly Hilton din Beverly Hills, California pe canalul NBC. S-au acordat premii pentru cele mai bune filme din 2012 și cele mai bune emisiuni americane de televiziune din 2012. Ceremonia a fost produsă de Dick Clark Productions în colaborare cu  Hollywood Foreign Press Association. Jodie Foster a primit Premiul Cecil B. DeMille pentru întreaga carieră la 1 noiembrie 2012.
Nominalizările au fost anunțate la 13 decembrie 2012 de către Jessica Alba, Megan Fox și Ed Helms. Tina Fey și  Amy Poehler au fost gazdele emisiunii.

## Câștigători și nominalizări

### Cinema
| Cel mai bun film | Cel mai bun film |
| Dramă | Muzical sau Comedie |
| --- | --- |
| - Argo - Django Unchained - Life of Pi - Lincoln - Zero Dark Thirty | - Mizerabilii - The Best Exotic Marigold Hotel - Moonrise Kingdom - Salmon Fishing in the Yemen - Silver Linings Playbook |
| Cea mai bună interpretare (dramă) | |
| Actor | Actriță |
| - Daniel Day-Lewis – Lincoln ca Abraham Lincoln - Richard Gere – Arbitrage ca Robert Miller - John Hawkes – The Sessions ca Mark O'Brien - Joaquin Phoenix – The Master ca Freddie Quell - Denzel Washington – Flight ca William "Whip" Whitaker, Sr.                              | - Jessica Chastain – Zero Dark Thirty ca Maya - Marion Cotillard – Rust and Bone ca Stéphanie - Helen Mirren – Hitchcock ca Alma Reville - Naomi Watts – The Impossible ca Maria Bennett - Rachel Weisz – The Deep Blue Sea ca Hester Collyer |
| Cea mai bună interpretare (muzical/comedie) | |
| Actor | Actriță |
| - Hugh Jackman – Les Misérables ca Jean Valjean - Jack Black – Bernie ca Bernie Tiede - Bradley Cooper – Silver Linings Playbook ca Pat Solitano - Ewan McGregor – Salmon Fishing in the Yemen ca Alfred "Fred" Jones - Bill Murray – Hyde Park on Hudson ca Franklin D. Roosevelt | - Jennifer Lawrence – Silver Linings Playbook ca Tiffany Maxwell - Emily Blunt – Salmon Fishing in the Yemen ca Harriet Chetwode-Talbot - Judi Dench – The Best Exotic Marigold Hotel ca Evelyn Greenslade - Maggie Smith – Quartet ca Jean Horton - Meryl Streep – Hope Springs ca Kay Soames                                                                  |
| Cea mai bună interpretare în rol secundar | |
| Actor în rol secundar | Actriță în rol secundar |
| - Christoph Waltz – Django Unchained ca Dr. King Schultz - Alan Arkin – Argo ca Lester Siegel - Leonardo DiCaprio – Django Unchained ca Calvin J. Candie - Philip Seymour Hoffman – The Master ca Lancaster Dodd - Tommy Lee Jones – Lincoln ca Thaddeus Stevens                   | - Anne Hathaway – Les Misérables ca Fantine - Amy Adams – The Master ca Peggy Dodd - Sally Field – Lincoln ca Mary Todd Lincoln - Helen Hunt – The Sessions ca Cheryl Cohen Greene - Nicole Kidman – The Paperboy ca Charlotte Bless |
| Altele | |
| Cel mai bun regizor | Cel mai bun scenariu |
| - Ben Affleck – Argo - Kathryn Bigelow – Zero Dark Thirty - Ang Lee – Life of Pi - Steven Spielberg – Lincoln - Quentin Tarantino – Django Unchained | - Quentin Tarantino – Django Unchained - Chris Terrio – Argo - Tony Kushner – Lincoln - David O. Russell – Silver Linings Playbook - Mark Boal – Zero Dark Thirty |
| Cea mai bună coloană sonoră | Cea mai bună melodie originală |
| - Mychael Danna – Life of Pi - Dario Marianelli – Anna Karenina - Alexandre Desplat – Argo - John Williams – Lincoln - Tom Tykwer, Johnny Klimek, and Reinhold Heil – Cloud Atlas                                                                                                  | - "Skyfall" (Adele și Paul Epworth) – Skyfall - "For You" (Keith Urban and Michael McDevitt) – Act of Valor - "Not Running Anymore" (Jon Bon Jovi) – Stand Up Guys - "Safe & Sound" (Taylor Swift, Joy Williams, John Paul White, T-Bone Burnett) – The Hunger Games - "Suddenly" (Claude-Michel Schönberg, Alain Boublil și Herbert Kretzmer) – Les Misérables |
| Cel mai bun film de animație | Cel mai bun film străin |
| - Brave - Frankenweenie - Hotel Transylvania - Rise of the Guardians - Wreck-It Ralph | - Amour (Franța) - A Royal Affair (Danemarca) - The Intouchables (Franța) - Kon-Tiki (Norvegia) - Rust and Bone (Franța) |

### Filme cu mai multe nominalizări
| Nominalizări | Filme                          | Ref. |
| ------------ | ------------------------------ | ---- |
| 7            | Lincoln                        |      |
| 5            | Argo                           |      |
| 5            | Django Unchained               |      |
| 4            | Les Misérables                 |      |
| 4            | Silver Linings Playbook        |      |
| 4            | Zero Dark Thirty               |      |
| 3            | Life of Pi                     |      |
| 3            | Salmon Fishing in the Yemen    |      |
| 3            | The Master                     |      |
| 2            | Rust and Bone                  |      |
| 2            | The Best Exotic Marigold Hotel |      |
| 2            | The Sessions                   |      |

### Filme care au câștigat mai multe premii
| Premii | Filme            | Ref. |
| ------ | ---------------- | ---- |
| 3      | Les Misérables   |      |
| 2      | Argo             |      |
| 2      | Django Unchained |      |

### Televiziune
| Cel mai bun serial TV | Cel mai bun serial TV |
| Dramă | Muzical/comedie |
| --- | --- |
| - Homeland - Breaking Bad - Boardwalk Empire - Downton Abbey - The Newsroom | - Girls - The Big Bang Theory - Episodes - Modern Family - Smash |
| Cea mai bună interpretare într-un serial TV – Dramă | |
| Actor | Actriță |
| - Damian Lewis – Homeland ca Nicholas Brody - Steve Buscemi – Boardwalk Empire ca Nucky Thompson - Bryan Cranston – Breaking Bad ca Walter White - Jeff Daniels – The Newsroom ca Will McAvoy - Jon Hamm – Mad Men ca Don Draper                                      | - Claire Danes – Homeland ca Carrie Mathison - Connie Britton – Nashville ca Rayna Jaymes - Glenn Close – Damages ca Patty Hewes - Michelle Dockery – Downton Abbey ca Lady Mary Josephine Crawley - Julianna Margulies – The Good Wife ca Alicia Florrick                                      |
| Cea mai bună interpretare într-un serial TV – Comedie/muzical | |
| Actor | Actriță |
| - Don Cheadle – House of Lies ca Marty Kaan - Alec Baldwin – 30 Rock ca Jack Donaghy - Louis C.K. – Louie ca Louie - Matt LeBlanc – Episodes ca Matt LeBlanc - Jim Parsons – The Big Bang Theory ca Sheldon Cooper                                                    | - Lena Dunham – Girls ca Hannah Horvath - Zooey Deschanel – New Girl ca Jessica "Jess" Day - Tina Fey – 30 Rock ca Liz Lemon - Julia Louis-Dreyfus – Veep ca Vice President Selina Meyer - Amy Poehler – Parks and Recreation ca Leslie Knope                                                   |
| Cea mai bună interpretare într-o miniserie sau film de televiziune | |
| Actor | Actriță |
| - Kevin Costner – Hatfields & McCoys ca Devil Anse Hatfield - Benedict Cumberbatch – Sherlock ca Sherlock Holmes - Woody Harrelson – Game Change ca Steve Schmidt - Toby Jones – The Girl ca Alfred Hitchcock - Clive Owen – Hemingway & Gellhorn ca Ernest Hemingway | - Julianne Moore – Game Change ca Sarah Palin - Nicole Kidman – Hemingway & Gellhorn ca Martha Gellhorn - Jessica Lange – American Horror Story: Asylum ca Sister Jude Martin / Judy Martin - Sienna Miller – The Girl ca Tippi Hedren - Sigourney Weaver – Political Animals ca Elaine Barrish |
| Cea mai bună interpretare în rol secundar într-o miniserie sau film de televiziune | |
| Actor în rol secundar | Actriță în rol secundar |
| - Ed Harris – Game Change ca John McCain - Max Greenfield – New Girl ca Schmidt - Danny Huston – Magic City ca Ben "The Butcher" Diamond - Mandy Patinkin – Homeland ca Saul Berenson - Eric Stonestreet – Modern Family ca Cameron Tucker                            | - Maggie Smith – Downton Abbey ca Violet, Dowager Countess of Grantham - Hayden Panettiere – Nashville ca Juliette Barnes - Archie Panjabi – The Good Wife ca Kalinda Sharma - Sarah Paulson – Game Change ca Nicolle Wallace - Sofía Vergara – Modern Family ca Gloria Delgado-Pritchett       |
| Cea mai bună miniserie sau film TV | |
| - Game Change - The Girl - The Hour - Hatfields & McCoys - Political Animals | |

### Seriale TV cu mai multe nominalizări
| Nominalizări | Program TV           | Ref. |
| ------------ | -------------------- | ---- |
| 5            | Game Change          |      |
| 4            | Homeland             |      |
| 3            | Downton Abbey        |      |
| 3            | The Girl             |      |
| 3            | Modern Family        |      |
| 2            | 30 Rock              |      |
| 2            | The Big Bang Theory  |      |
| 2            | Boardwalk Empire     |      |
| 2            | Breaking Bad         |      |
| 2            | Episodes             |      |
| 2            | Girls                |      |
| 2            | The Good Wife        |      |
| 2            | Hatfields & McCoys   |      |
| 2            | Hemingway & Gellhorn |      |
| 2            | Nashville            |      |
| 2            | New Girl             |      |
| 2            | The Newsroom         |      |
| 2            | Political Animals    |      |

### Seriale TV cu mai multe premii
3: Game Change and Homeland
2: Girls

## Prezentatori
- Jessica Alba și Kiefer Sutherland -  Best Actor – Miniseries or Television Film
- Aziz Ansari și Jason Bateman -  Best Actress in a Television Series – Comedy or Musical
- Christian Bale a prezentat Silver Linings Playbook
- Kristen Bell și John Krasinski -  Best Supporting Actor – Series, Miniseries or Television Film
- Halle Berry -  Best Director – Motion Picture
- Josh Brolin a prezentat Moonrise Kingdom
- Don Cheadle și Eva Longoria -  Mr. and Miss Golden Globe, Best Actress – Miniseries or Television Film and Best Miniseries or Television Film
- Bill Clinton a prezentat Lincoln
- George Clooney -  Best Actress in a Motion Picture – Drama and Best Actor in a Motion Picture – Drama
- Sacha Baron Cohen -  Best Animated Feature Film
- Bradley Cooper și Kate Hudson -  Best Supporting Actor – Motion Picture
- Rosario Dawson a prezentat The Best Exotic Marigold Hotel
- Robert Downey Jr. -  the Cecil B. DeMille Award
- Jimmy Fallon și Jay Leno -  Best Television Series – Comedy or Musical
- Will Ferrell și Kristen Wiig -  Best Actress in a Motion Picture – Musical or Comedy
- Nathan Fillion și Lea Michele -  Best Actress in a Television Series – Drama
- Megan Fox și Jonah Hill -  Best Supporting Actress – Motion Picture
- Jamie Foxx a prezentat Django Unchained
- Jennifer Garner -  Best Actor in a Motion Picture – Musical or Comedy
- John Goodman și Tony Mendez a prezentat Argo
- Salma Hayek și Paul Rudd -  Best Actor in a Television Series – Drama and Best Television Series – Drama
- Dustin Hoffman -  Best Motion Picture – Musical or Comedy
- Jeremy Irons a prezentat Salmon Fishing in the Yemen
- Lucy Liu și Debra Messing -  Best Actor in a Television Series – Comedy or Musical
- Jennifer Lopez și Jason Statham -  Best Original Score and Best Original Song
- Robert Pattinson și Amanda Seyfried -  Best Screenplay
- Dennis Quaid și Kerry Washington -  Best Supporting Actress – Series, Miniseries or Television Film
- Jeremy Renner a prezentat Zero Dark Thirty
- Julia Roberts -  Best Motion Picture – Drama
- Liev Schreiber a prezentat Life of Pi
- Arnold Schwarzenegger și Sylvester Stallone -  Best Foreign Language Film
- Catherine Zeta-Jones a prezentat Les Misérables